# Kamila Skolimowska
Kamila Skolimowska (Varsòvia, Polònia, 4 de novembre de 1982 - Vila Real de Santo António, Portugal, 18 de febrer de 2009) va ser una atleta polonesa especialista en llançament de martell, que es va proclamar campiona olímpica en els Jocs de Sydney 2000 amb només 17 anys i que és una de les millors llançadores dels últims anys.
La seva millor marca personal va ser de 76,83 metres, aconseguida l'11 de maig de 2007 en Doha, que és actualment la quarta en el rànquing mundial de tots els temps, després de la russa Tatyana Lysenko (77,80), la belarussa Aksana Miankova (77,32) i la russa Gulfiya Khanafeyeva (77,26)
Va morir el 18 de febrer de 2009 després de desplomar-se mentre es trobava entrenant amb l'equip nacional polonès en la localitat portuguesa de Vila Real de Santo António. La seva mort va ser atribuïda a una embòlia pulmonar.

## Resultats
| Any  | Competició                | Lloc      | Lloc | Marca    |
| ---- | ------------------------- | --------- | ---- | -------- |
| 1999 | Campionat d'Europa Junior | Ljubljana | 1a   | 59.72 m. |
| 1998 | Campionat d'Europa        | Budapest  | 7a   | 62.68 m. |
| 1999 | Campionat del Món Juvenil | Bydgoszcz | 1a   | 63.94 m. |
| 2000 | Jocs Olímpics             | Sydney    | 1a   | 71.16 m  |
| 2001 | Campionat del Món         | Edmonton  | 4a   | 68.05 m. |
| 2002 | Campionat d'Europa        | Múnic     | 2a   | 72.46 m  |
| 2002 | Copa del Món              | Madrid    | 5a   | 65.24 m. |
| 2003 | Campionat del Món         | París     | 8a   | 68.39 m. |
| 2004 | Jocs Olímpics             | Atenes    | 5a   | 72.57 m. |
| 2005 | Universiada               | Esmirna   | 1a   | 72.75 m. |
| 2005 | Campionat del Món         | Hèlsinki  | 7a   | 68.96 m  |
| 2006 | Campionat d'Europa        | Göteborg  | 3a   | 72.58 m. |
| 2006 | Copa del Món              | Atenes    | 1a   | 75.29 m. |
| 2007 | Campionat del Món         | Osaka     | 4a   | 73.75 m. |
| 2008 | Jocs Olímpics             | Pequín    | 12a  | NM       |